# Senatusconsultum de Bacchanalibus

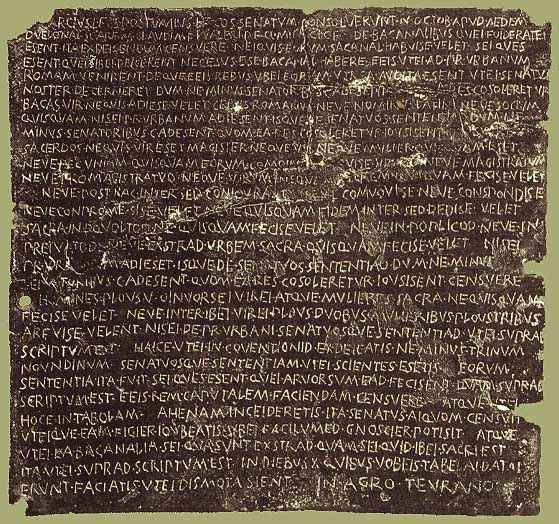
Senatusconsultum de Bacchanalibus.

Het Senatusconsultum de Bacchanalibus was een senatusconsultum uit 186 v.Chr. met betrekking tot de Bacchanalia. De bacchanalia zijn de religieuze feesten en rituelen die uitgevoerd werden voor Bacchus door de leden van zijn cultus. Het document is gevonden op een bronzen tablet in Tiriolo, Italië in 1640. De cultus is waarschijnlijk overgekomen vanuit de Griekse koloniën naar Rome. Het SC is uitgevorderd onder het consulschap van Spurius Postumius Albinus en  Quintus Marcius Philippus van de Romeinse Republiek. Het document was gericht aan Ager Teuranus, een gebied in Bruttium, het huidige Calabrië. Naast het Senatusconsultum heeft ook de romeinse geschiedschrijver Livius geschreven over de cultus en de Bacchanalia. Verder is het nog onduidelijk wat voor cultusplaats het was, daar er nog geen archeologische bewijs voor is. Het kan zijn dat het onder de categorie mysteriecultus viel.
De feesten, die ter ere van Dionysos of Bacchus onder woest rumoer en grote opgewondenheid werden gevierd, vonden door de Griekse koloniën ook ingang in Italië en verspreidden zich vandaar naar Rome. In de nabijheid van Rome's havenstad Ostia werd in een bos, gewijd aan Stimula, die identiek was met Semele, de moeder van Dionysos, een feest gevierd, eerst plechtig en waardig van karakter, later met een mysteriecultus verbonden, die de dekmantel werd voor zó grote uitspattingen en zó verregaande onzedelijkheid, dat daardoor zelfs het bestaan van de Romeinse staat in gevaar werd gebracht. De Senaat kwam dan ook tussenbeide en besloot deze Bacchanalia, die over geheel Italië vertakkingen hadden, uit te roeien. Volgens Livius lag het initiatief bij de consul Spurius Postumius Albinus die een zijn bevindingen aan de senaat heeft voorgelegd. Als reactie hierop kwam de SC waarin de beperkingen voor de Bacchanalia werden uitgevaardigd.
Niet minder dan 7000 personen hadden zich wegens hun deelneming aan die feesten voor de rechters te verantwoorden. Een groot aantal daarvan werd ter dood gebracht, en in 186 v.Chr. maakte de Senaat een senatusconsultum (senaatsbesluit), waarbij alle feesten ter ere van Bacchus in heel Italië ten strengste werden verboden. Alleen voor plaatsen, waar de dienst van de god reeds van zeer oude tijden inheems was geweest, of waar zeer sterke gemoedsbezwaren de opheffing van die dienst te moeilijk maakten, werden uitzonderingen gemaakt. Zij die aangeven een plek van aanbidding nodig achten moeten dat zij het moeten voorleggen aan de praetor urbanus. Ook daar werden echter zeer beperkende bepalingen in het leven geroepen. Indien het toch werd goedgekeurd mocht het met maximaal vijf deelnemers en er mocht geen priester of fondsen betrokken zijn.